# Mick Tucker
Michael Thomas 'Mick' Tucker (Harlesden, 17 juli 1947 – Welwyn Garden City, 14 februari 2002) was een Britse rockdrummer. Hij werd bekend als de drummer en achtergrondzanger van de Britse glamrockband The Sweet.

## Biografie
In 1965 trad Mick Tucker toe tot de band Wainwright's Gentlemen, waartoe later ook Brian Connolly behoorde. De band speelde een mix van rhythm-and-blues, motown en psychedelische nummers. Er zijn verschillende publicaties gedocumenteerd, waaronder een cover van The Coasters/The Hollies-hit Ain't That Just Like Me, die pas in 2011 officieel werd uitgebracht (verzamel-cd Rare Mod, Volume 3 onder het label Acid Jazz Records). De band splitste zich in 1968. Tucker was een van de oprichters van de band Sweetshop in januari 1968, samen met Steve Priest, Brian Connolly en Frank Torpey. Torpey werd later vervangen door Mick Steward, die op zijn beurt werd vervangen door Andy Scott. In hetzelfde jaar werd de bandnaam ingekort tot The Sweet. In deze bezetting werd The Sweet de commercieel meest succesvolle Britse glamrockband van de jaren 1970. Alle publicaties zijn gedocumenteerd op The Sweet/Discography.
Vanaf 1973 gebruikte Mick Tucker een Ludwig drumstel. Het bestond uit twee basdrums, een snaredrum, drie hangende toms en twee staande toms. Hierbij gebruikte hij Paiste-bekkens. Tucker werd beschouwd als een getalenteerde drummer. Net als bij de andere leden van The Sweet, verminderden commercialisering en hitsucces de algehele muzikale impact. Mick Tucker en The Sweet werden vaak gereduceerd tot tienerpop en glamrock. Toneelgarderobe, make-up of showeffecten die vaak door Tucker worden gebruikt (de stok tussen de wijs- en middelvinger van de rechterhand draaien) waren belangrijke componenten van de concerten. Stilistisch gezien kan Mick Tucker worden ingedeeld in de categorie hardrock, hoewel hij zijn speelstijl sterk ondergeschikt maakte aan het betreffende stuk. De twee basdrums stonden voornamelijk om visuele redenen op het podium bij The Sweet, omdat complexe tweevoetige drumtechnologie de nummers geen goed zou hebben gedaan. In solo's daarentegen hoor je typische hand-voet figuren, sommige met één maar ook met twee basdrums.
Al begin jaren 1970 speelde hij een lange drumsolo voor twee videoprojecties (één met drums, één met pauken). De solo was ingebed in het nummer The Man with the Golden Arm. Het nummer werd door Sweet uitgebracht op het studioalbum Desolation Boulevard (1974) en live op Strung Up (1975). Met de drumintro van het Sweet-nummer The Ballroom Blitz trommelde Mick Tucker zichzelf in het geheugen van een hele generatie.

## Privéleven en overlijden
Op 16 augustus 1973 trouwde Mick met zijn vrouw Pauline in de Church of the Secret Heart in Ruislip, Middlesex. Ze woonden toen in een huis aan Beverly Road. Hij zette een opnamestudio op in de kelder. Hij hield van tennissen, glazen beeldjes verzamelen en koken. Hij hield van zijn Duitse herder Zeus, waardevolle auto's, bont, horloges en sieraden. Hij had ook ontelbare paar schoenen.
Mick Tucker overleed in 2002 op 54-jarige leeftijd aan leukemie in Welwyn Garden City, Hertfordshire. Hij werd begraven in een anoniem graf op de begraafplaats van Chorleywood House. Ter nagedachtenis hebben fans een houten bank met een koperen plaquette bij het graf opgesteld. Hij liet zijn vrouw Janet en dochter Ayston achter uit hun eerste huwelijk met Pauline († 1979). Steve Priest zei over Mick Tucker: 'Hij was de meest onderschatte drummer die ooit uit Engeland kwam. Hij was de krachtpatser van de band. Hij was technisch geweldig. Zijn timing was onberispelijk, maar hij had ook veel soul en hij voelde echt wat hij speelde'.
Andy Scott zei: 'Mick Tucker was de beste drummer van de jaren 1970. Ik speelde in dezelfde band als hij en was daar trots op. Ik voel daarom extreem verdrietig dat hij ons nu heeft verlaten en mijn hart gaat uit naar Janet en Ayston met hun trieste verlies. Mis je Mick'.
- Biblioteca Nacional de España: XX1638579
- International Standard Name Identifier: 0000 0001 1807 7389
- MusicBrainz: e7a5ae2d-800d-49e2-a780-a41ef5d108b6
- Virtual International Authority File: 305504682
- WorldCat: E39PBJcgBP636QHrmkrggJkdQq